# Prophecy Productions
La Prophecy Productions  è un'etichetta discografica tedesca, fondata da Martin Koller nel 1996, che produce dischi musicali di genere  neofolk, black metal e gothic metal.

## Storia
Il primo album distribuito da Prophecy Productions fu A Wintersunset..., album di debutto del gruppo musicale Empyrium. Il successo ottenuto dalle vendite di quell'album convinse Martin Koller a proseguire l'esperienza. In seguito vennero create delle etichette secondarie, tra cui Auerbach Tonträger, Cold Dimensions, Ember Music, Lupus Lounge e Sturmesflügel.

## Gruppi musicali

### Attivi
- Alcest
- Alternative 4
- Amber Asylum
- Antimatter
- Arctic Plateau
- Bethlehem
- Dark Suns
- Dornenreich
- Empyrium
- Falkenbach
- Fen
- Finnr’s Cane
- Klimt 1918
- Les Discrets
- Lifelover
- LowCityRain
- Nucleus Torn
- Oberon
- Tenhi
- The Vision Bleak

### Passati
- Arcane Art
- Arcturus
- Autumnblaze
- Blazing Eternity
- Canaan
- Drawn
- Elend
- Eudaimony
- Ewigheim
- Gae Bolg
- Gods Tower
- Green Carnation
- In Blackest Velvet
- In the Woods...
- Kari
- Leakh
- Mysterium
- Nachtmahr
- Naervaer
- Nox Mortis
- Oberon
- Of The Wand & The Moon
- Paragon Of Beauty
- Penitent
- Silencer
- Sonnentau
- Stille Volk
- Sun of the Sleepless
- The 3rd and the Mortal
- The Loveless

## Prophecy Fest
Dal 2015 Prophecy Productions organizza un festival musicale a Balve all'interno di una grotta naturale (la Balver Höhle). Durante il festival (della durata di 2 giorni) si esibiscono non solo gruppi appartenenti alla scuderia dell'etichetta discografica, ma anche altri artisti dell'universo neofolk e black metal.